# Social Science Research Network
Social Science Research Network（SSRN）は、オープンアクセスの研究プラットフォームである。初期段階の研究を共有するためのリポジトリとして機能し、社会科学、人文科学、生命科学、健康科学における学術研究を他の研究者と素早く共有することを可能にしている。2016年5月、SSRNはSocial Science Electronic Publishing Inc.からElsevierに売却された。SSRNは電子ジャーナルではなく、電子図書館および検索エンジンとして機能する。